# Torreya taxifolia
Torreya taxifolia és una espècie de conífera de la família Taxaceae, amb una distribució molt restringida al sud-est dels Estats Units.

## Caractarístiques
És un arbre perennifòli de mida petita, que amb prou feines ateny els 13 metres, excepcionalment els 18 de copa lleugerament cònica. L'escorça dels arbres madurs té uns 10-13 mm de gruix i es divideix irregularment per fissures poc profundes. L'escorça exterior és de color marró fosc amb coloracions taronges, mentre que l'escorça interior és de color groc. Les branques joves són de color verd groguenc, marró groguenc o grisós i els brots de l'any són verds i rígids. En general les branques tenen una disposició estesa o lleugerament pèndula. Les fulles, en forma d'acícula, fan d'1,5 cm a 3,8 de longitud i 3 mm. d'amplada. Són llustroses, rígides, punxegudes, arrodonides per l'anvers i amb dues bandes estomàtiques grisoses al revers. Les fulles desprenen una olor desagradable al refregar-se.
És una espècie dioica de tal manera que les flors masculines i femenines apareixen en individus separats. Els cons pol·línics (masculins) apareixen de març a abril, en nombrosos grups al llarg del revers de les tiges. Són de color groc pàl·lid, de forma ovatoglobosa i de 5 a 7 mm de diàmetre. Els cons femenins, també es produeixen de març i abril, es formen de forma solitària o agrupats de 2 a 5 en un curt peduncle. L'òvul es desenvolupa envoltada d'un aril sèssil, que madura de l'agost a principis de novembre, com un fruit únic, gairebé globós, carnós i de color gris-blavós o glauc, de 2,5 a 4 cm de llargada i entre 2 i 3,6 d'amplada.

## Ecologia i Distribució
És una espècie en perill d'extinció, extremadament rara i endèmica d'una regió molt reduïda, de fet només apareix en 4 comtats dels Estats Units: Gadsden, Liberty, Jackson (Florida) i Decatur (Geòrgia). Apareix al llarg del curs del riu Apalachicola i els seus afluents, en penya-segats, blocs de rocs, vessants o barrancs humits i extremadament ombrejats; sovint amb l'associació d'altres arbres com Taxus floridiana, Fagus grandiflora, Liriodendron tulipifera, Ilex opaca, Acer barbatum, Pinus taeda, Pinus glabra i Quercus alba. Creix sobre sòls de naturalesa calcària, i en zones de clima temperat, humit i d'hiverns suaus.
Actualment la població de Torreya taxifolia és de amb prou feines 500 - 600 individus dels quals només uns 10 són madurs i capaços de produir flors. A mitjans del segle xx la població de torreyes era molt més abundant, i es calcula que hi havia uns 600.000 d'exemplars. A partir dels anys 50, la població començà a declinar fins als nivells actuals. Les causes d'aquest declivi són la poca capacitat de dispersió i la introducció de diversos patògens al seu hàbitat natural. Es calcula que unes 11 espècies de fongs són susceptibles d'atacar aquesta espècie; en especial fongs dels gèneres Physalospora i Macrophoma. Aquests fongs produeixen el marronament i mort de les fulles i són més agressius en individus adults, fet que provoca que la majoria de joves no pugui arribar a l'edat adulta.

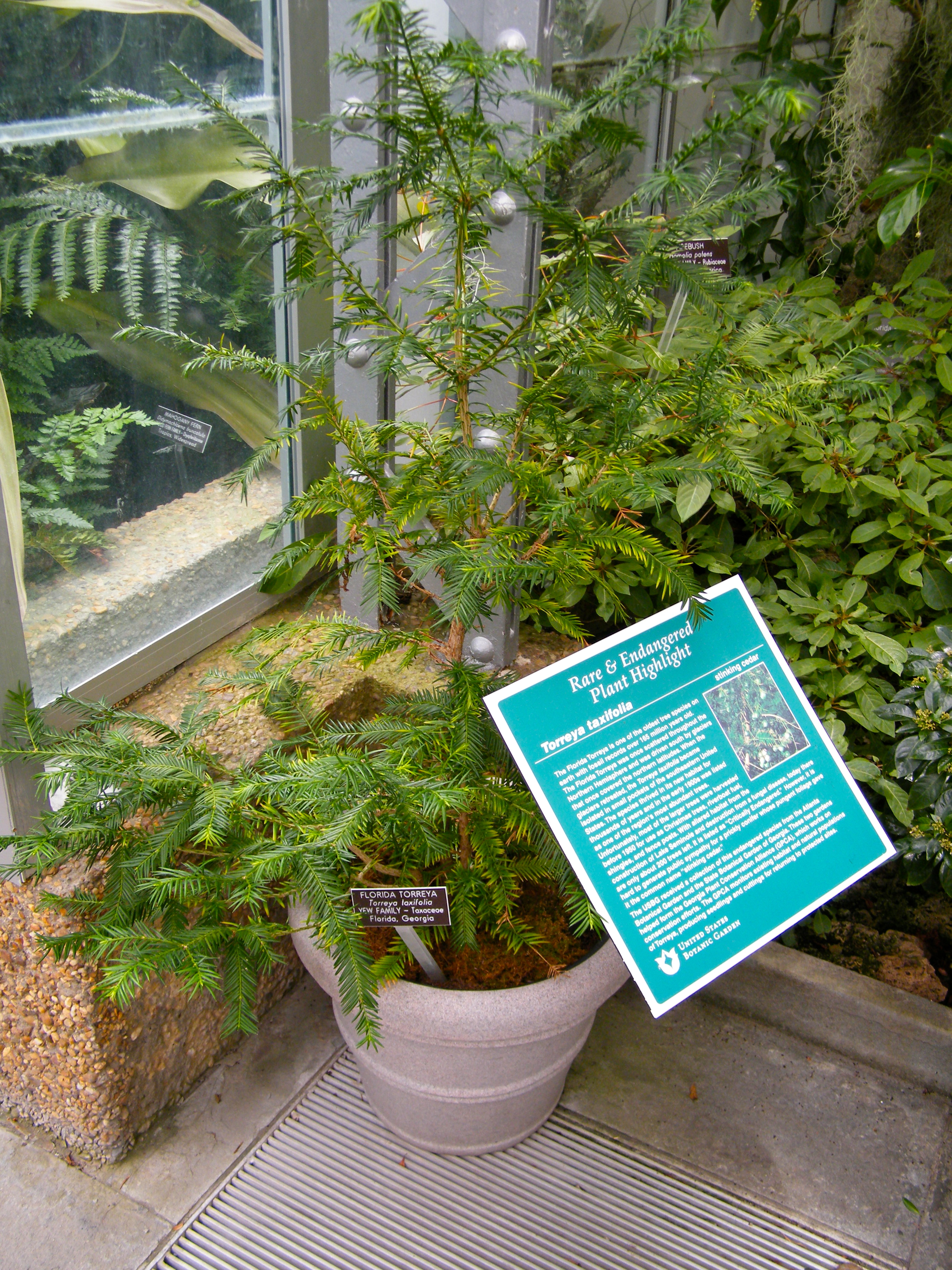
Exemplar jove
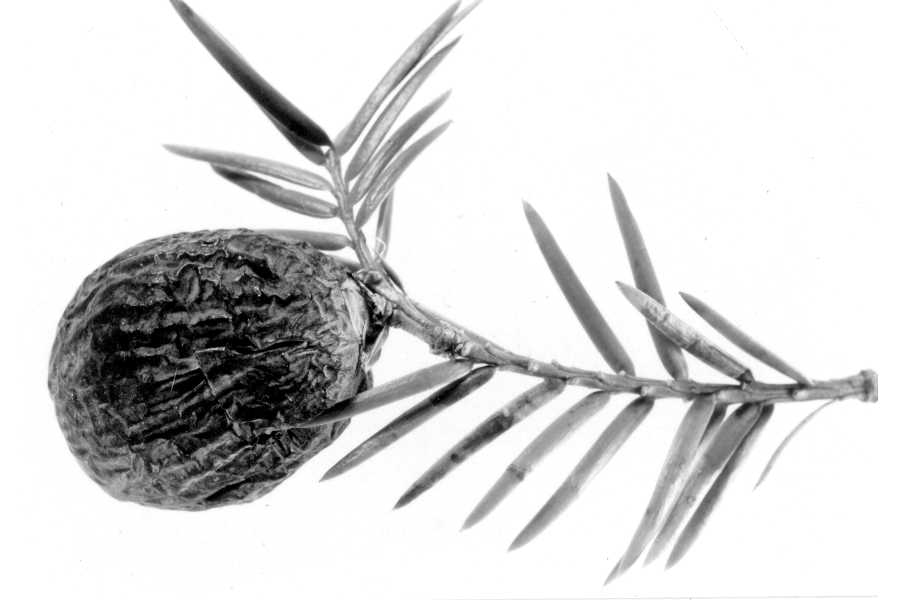
Con femení
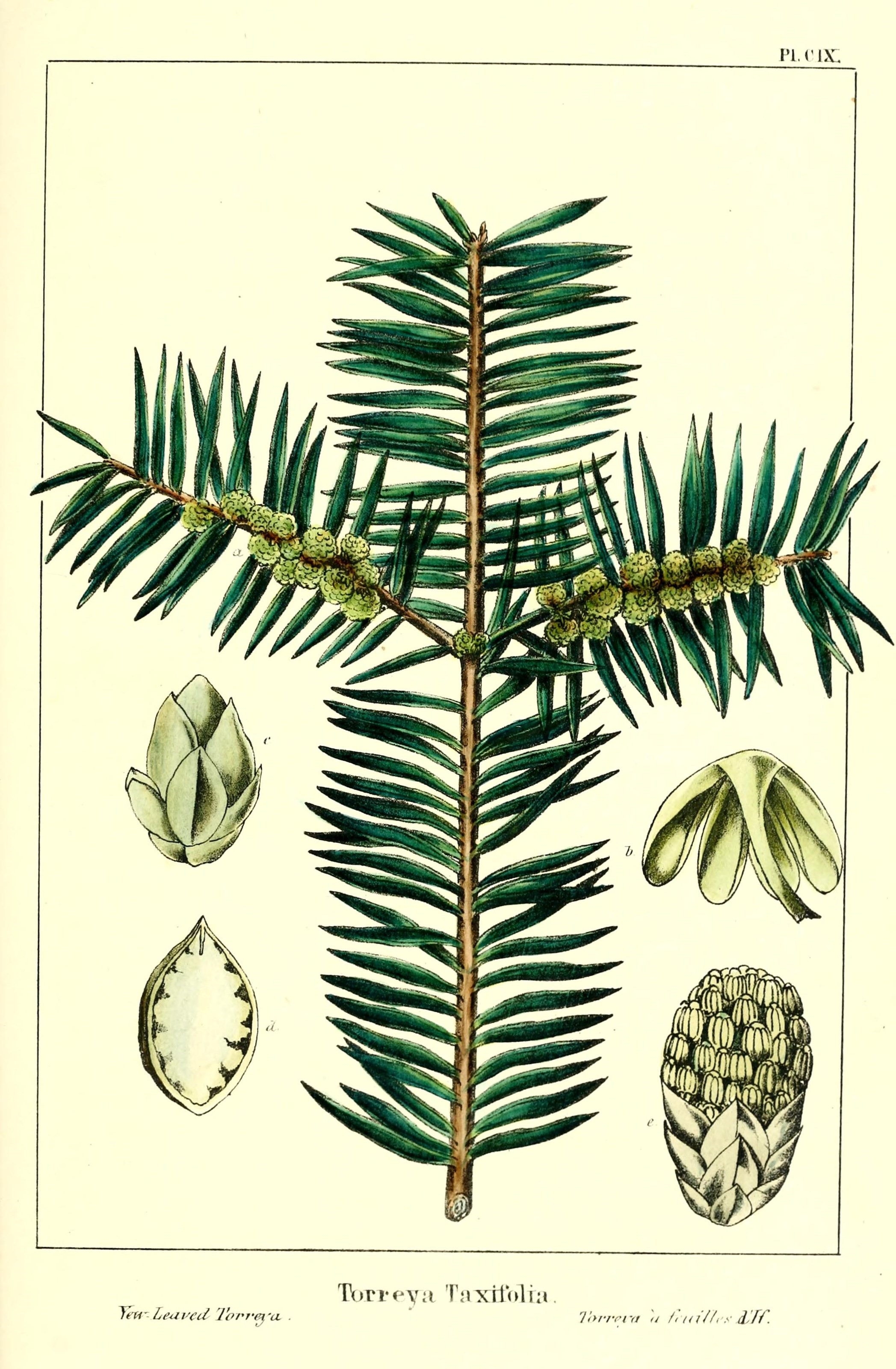
Il·lustració d'una tija amb cons masculins